# 生年別日本の漫画家一覧 1940年代
生年別日本の漫画家一覧 1940年代（せいねんべつにほんのまんがかいちらん 1940ねんだい）は、1940年代に誕生し、日本で活動する漫画家の生年別一覧である。

## 1940年生
- 石川球太（ - 2018年）
- 影丸穣也（ - 2012年）
- 上村一夫（ - 1986年）
- 北見けんいち
- 牛次郎
- 九里一平
- 鈴原研一郎（ - 2008年）
- 園田光慶（ - 1997年）
- 高山よしのり（ - 2021年）
- 千葉督太郎（ - 2012年）
- バロン吉元
- 松下ちよし（松下千代志、 - 2004年）
- 南波健二
- 矢尾板賢吉（ - 2009年）
- 山内ジョージ

## 1941年生
- あすなひろし（ - 2001年）
- 石井いさみ（ - 2022年）
- 雁屋哲
- 川崎のぼる
- 川本コオ
- ケン月影
- 荘司としお
- 砂川しげひさ（ - 2019年）
- タイガー立石（ - 1998年）
- つげ忠男
- マンガ太郎（ - 2014年）
- みつはしちかこ
- 宮崎駿
- 村野守美（ - 2011年）
- やまさき十三

## 1942年生
- 安西水丸（ - 2014年）
- 磯田和一（ - 2014年）
- 丘あつし（ - 2002年）
- 谷岡ヤスジ（ - 1999年）
- 細野みち子 （みちこ・道子・迪子）
- 吉森みき男

## 1943年生
- 梅本さちお（ - 1993年）
- オダシゲ
- 勝又進（ - 2007年）
- 小室孝太郎
- ジョージ秋山（ - 2020年）
- 谷間夢路（ - 2012年）
- 種村国夫
- ちばあきお（ - 1984年）
- 遠崎史朗
- 西谷祥子
- はらたいら（ - 2006年）
- 伴武司 （ - 没年不詳）
- 久松文雄（ - 2020年）
- みやわき心太郎（ - 2010年）

## 1944年生
- 青柳裕介（ - 2001年）
- 池上遼一
- 楠勝平（ - 1974年）
- 高信太郎
- 甲良幹二郎
- 七三太朗
- 野口竜（ - 2012年）
- 畑田国男（ - 1996年）
- 森藤よしひろ（ - 2000年）

## 1945年生
- 青木雄二（ - 2003年）
- 伊藤たかし
- 黒鉄ヒロシ
- 永井豪
- 林静一
- わたせせいぞう

## 1946年生
- 浦野千賀子
- 坂口尚（ - 1995年）
- 佐々木マキ
- たがわ靖之（ - 2000年）
- 立原あゆみ
- とりいかずよし（ - 2022年）
- 長谷川法世
- 聖日出夫（ - 2016年）
- 日野日出志

## 1947年生
- あだち勉（ - 2004年）
- 池田理代子
- 植田まさし
- 蛭子能収
- 大島弓子
- 尾瀬あきら
- かざま鋭二（ - 2022年）
- 西岸良平
- 谷口ジロー（ - 2017年）
- つりたくにこ（ - 1985年）
- 花輪和一
- はるき悦巳
- 蛭田充
- 弘兼憲史
- 武論尊
- 牧野和子（1947年 - ）
- 政岡としや
- 松森正
- みなもと太郎（ - 2021年）
- 本宮ひろ志
- 矢代まさこ
- 安彦良和
- 山岸凉子
- 山上たつひこ

## 1948年生
- 青池保子
- 石川賢（ - 2006年）
- かわぐちかいじ
- 神田たけ志
- 玄太郎
- 小山ゆう
- 里中満智子
- 志賀公江
- 芝城太郎
- 神保史郎（ - 1994年）
- 谷口ひとみ（ - 1966年）
- ふくしま政美
- みね武
- もとやま礼子
- もりたじゅん
- 柳沢きみお
- やまだ紫（ - 2009年）
- 大和和紀

## 1949年生
- 飯森広一（ - 2008年）
- 市川ジュン
- 一条ゆかり
- 井上コオ
- 居村眞二（ - 2005年）
- 内山まもる（ - 2011年）
- 岡田史子（ - 2005年）
- 沖圭一郎（ - 2007年）
- 樫みちよ
- 方倉陽二（ - 1997年）
- 加藤唯史（ - 2017年）
- 叶精作
- 川崎三枝子
- 岸裕子
- 樹村みのり
- さだやす圭
- 柴田昌弘
- たかもちげん（ - 2000年）
- 忠津陽子
- たちいりハルコ
- 寺島優
- ながやす巧
- 萩尾望都
- 聖悠紀（ - 2022年）
- 松久由宇
- 諸星大二郎
- 山田ミネコ
- 山本鈴美香
- 弓月光